# Delegazione Miguel Hidalgo
Miguel Hidalgo è una delle sedici delegazioni di Città del Messico. Il nome è un riconoscimento al Padre delle Patria Miguel Hidalgo y Costilla.
Nella delegazione Migule Hidalgo si trovano alcune delle migliori colonie e frazione della città, come Las Lomas de Chapultepec, Las Lomas de Sotelo, Polanco, Chapultepec.
In questa stessa delegazione si trovano luoghi importantissimi per la città e per tutto il paese, infatti qui si trova la residenza ufficiale del Presidente della Repubblica, conosciuta come Los Pinos, il Castello di Chapultepec, l'Auditorio Nacional, il Museo nazionale di antropologia, il Museo di Arte Moderna e parte del Centro storico, il Bosco di Chapultepec.

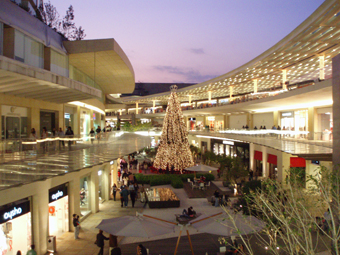
Antara Polanco